# Кухня Кабо-Верде

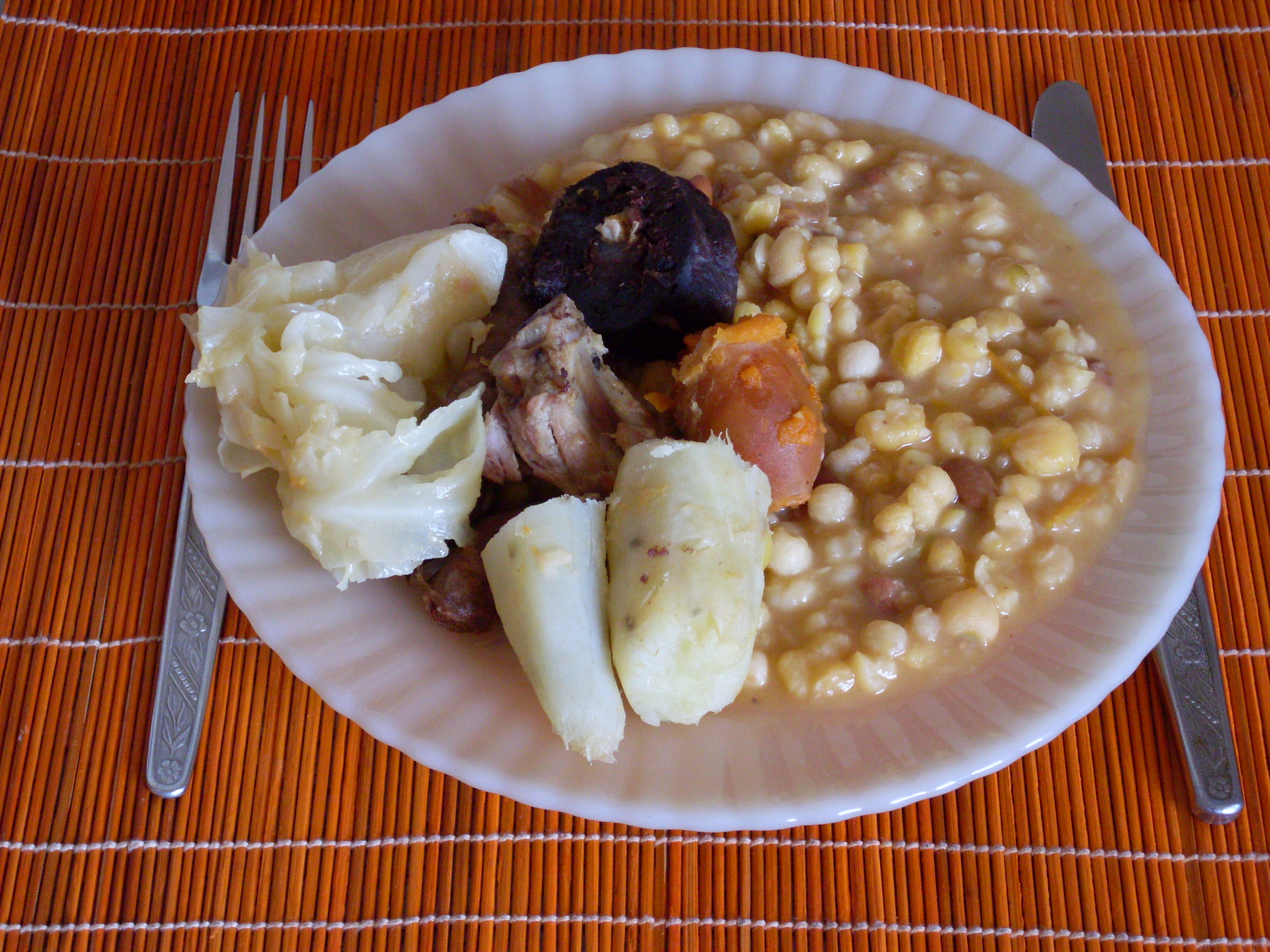
Качупа, національна страва Кабо-Верде

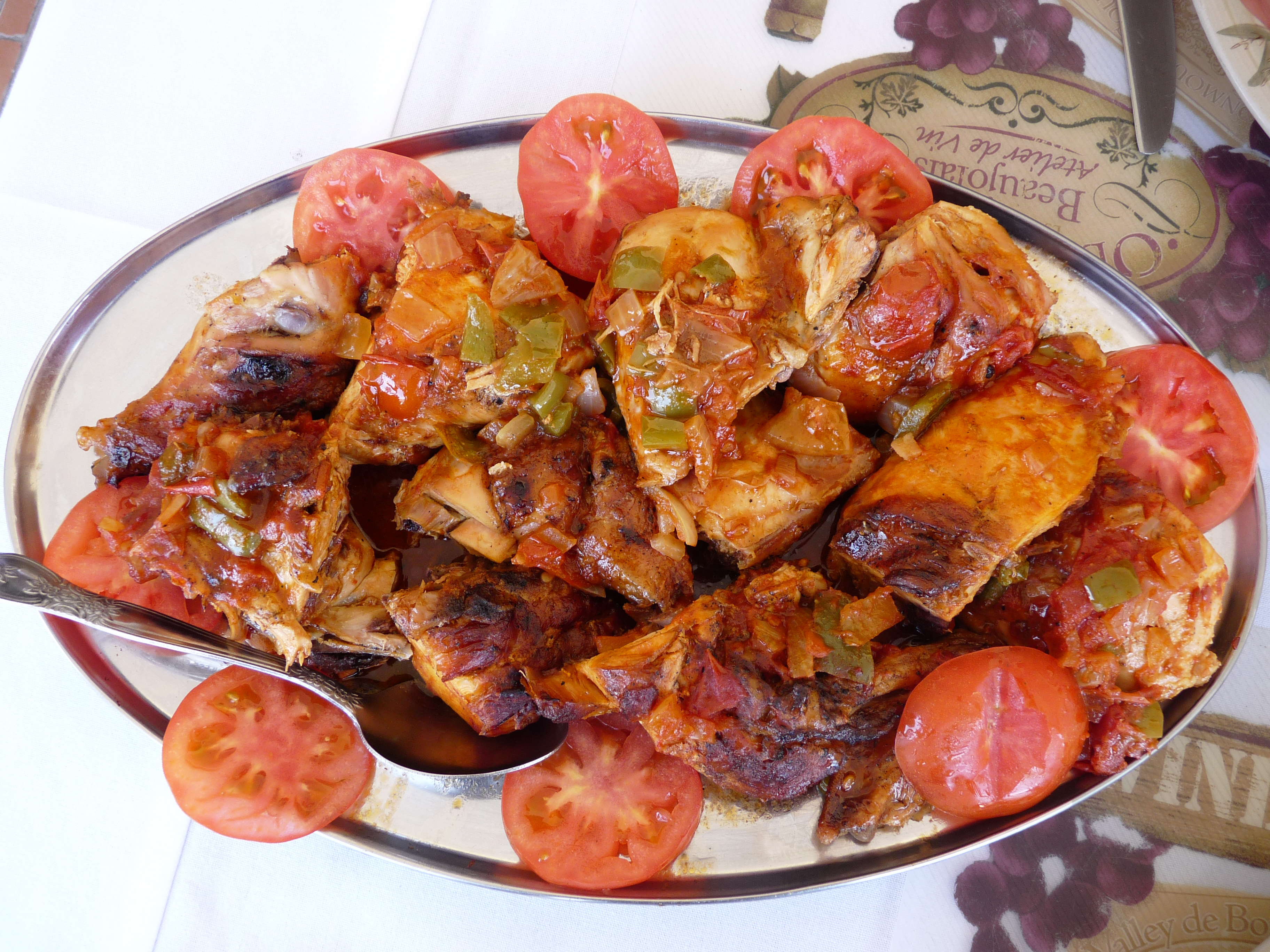
Смажена на грилі курка з томатами, популярна на острові Фого

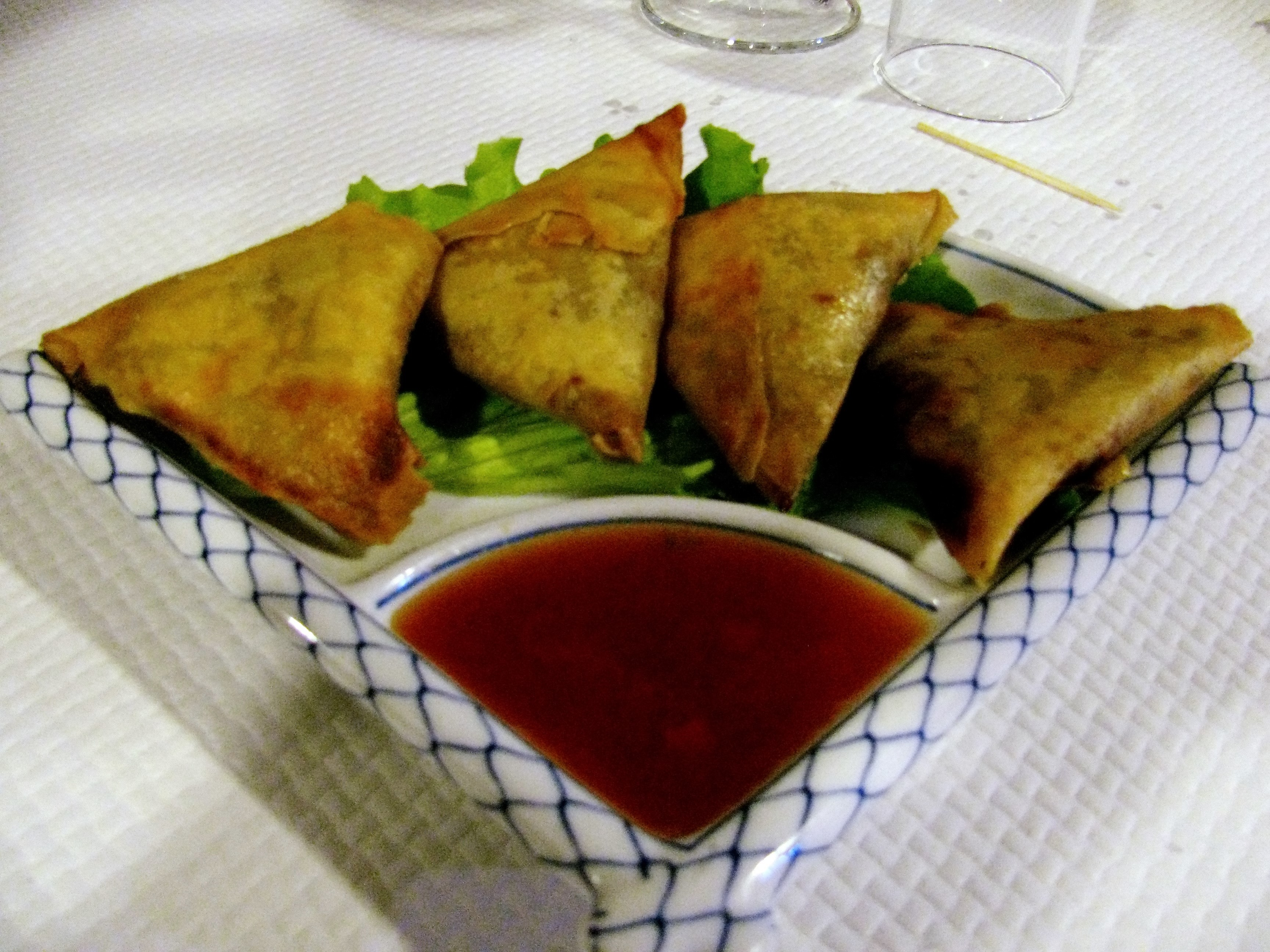
Самоса

Кухня Кабо-Верде є набором кулінарних традицій, характерних для країн Західної Африки, але з сильним впливом португальської кухні, оскільки Кабо-Верде тривалий час перебувало під контролем Португалії.
Оскільки країна є архіпелагом, розташованим в Атлантичному океані, велике значення в її кухні мають риба та морепродукти, наприклад, тунець, омари та креветки. З інших білкових продуктів мешканці островів їдять свинину, курку, а також яйця. М'ясо та птиця зазвичай або смажаться на грилі з різними маринадом та соусами, або з них готують рагу, наприклад, місцевий варіант фейжоади.
Як гарніри вживаються кукурудза, бобові, рис, картопля, маніок. З овочів популярні морква та капуста.
Кулінарною спадщиною португальців у країні є оливки та вино, які доводиться імпортувати.
З напоїв популярне пиво, з міцного спиртного - ром і коктейлі на його основі.

## Популярні страви
- Суп Канжа де галінья
- Куськус
- Самоса
- Сир з джемом або медом
- Фейжоада

На островах архіпелагу, особливо на острові Сантьягу, було поширене вживання в їжу морських черепах, проте в 2002 році вбивство та споживання черепах було заборонено указом уряду з екологічних причин відповідно до зобов'язань, прийнятих Кабо-Верде після приєднання до Конвенції про біологічне різноманіття.